# Renato Santana
Renato Santana da Silva (Brazlândia, 17 de fevereiro de 1973) é um político brasileiro filiado ao Partido Social Democrático (PSD). Foi vice-governador do Distrito Federal.
Renato nasceu em Brazlândia, Distrito Federal, sendo o quarto de cinco filhos de Arlinda e Enedino, os dois feirantes. Foi soldado da Aeronáutica no período de 1992 a 1994. Trabalhou na Administração Regional de Ceilândia, na qual ocupou os cargos de Diretor de Cultura, Diretor Administrativo, Chefe de Gabinete e Administrador Regional. Em seguida, no governo Rogério Rosso, assumiu a secretaria de Governo. 
Findando a gestão Rogério Rosso, assumiu a Secretaria Geral do Partido Social Democrático (PSD). O Presidente do PSD-DF, o convidou para ser candidato a Vice Governador, sua primeira disputa eletiva. Venceu eleições ao lado de Rodrigo Rolemberg. Respondeu também como Administrador Interino  por importantes regiões administrativas do Distrito Federal, tais como Ceilândia, Vicente Pires, SIA, Guará, Samambaia, Taguatinga, Brazlândia e Riacho Fundo.